# Красная Вена

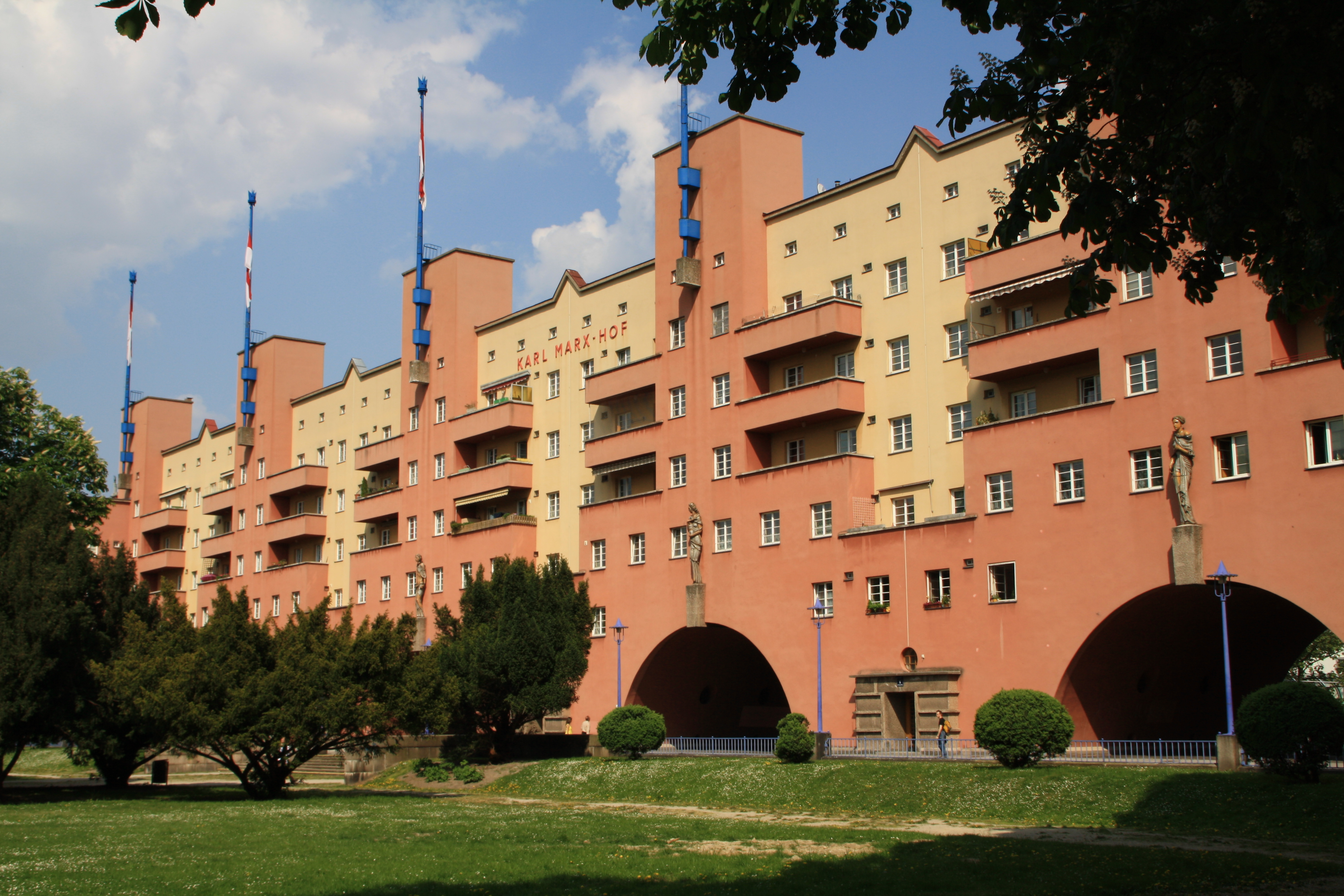
Карл-Маркс-Хоф, построенный в период 1927—1930 годов.

Красная Вена — неофициальное название столицы Австрии в период между 1918 и 1934 годами, когда социал-демократы имели большинство в городском парламенте, а город впервые управлялся демократами.

## Социальное положение после Первой мировой войны
После завершения Первой мировой войны и распада и раздела Австро-Венгрии, бывшей дуалистической монархией под скипетром династии Габсбургов, так называемый Deutschösterreich (Германская Австрия) был провозглашён республикой 12 ноября 1918 года. На выборах в гемейндерат (городской парламент) 4 мая 1919 года впервые все совершеннолетние граждане обоих полов получили права голоса. Социал-демократическая партия получила абсолютное большинство на выборах; Якоб Рейман был избран первым мэром-социал-демократом. После муниципальных выборов в 1923 году его сменил Карл Зейц.
Город претерпел много изменений в этот период времени. Во время войны многие беженцы из австрийской Галиции (ныне Западная Украина), которая была частично занята российской армией, поселились в столице. В конце войны многие бывшие солдаты Императорской и Королевской армии решили остаться в Вене, по крайней мере временно, в то время как многие бывшие чиновники министерств императорского и королевского правительства вернулись в родные края. Представители средних классов, многие из которых приобрели военные облигации, которые были теперь бесполезны, оказались ввергнуты в нищету из-за гиперинфляции. Новые границы между Австрией и близлежащими регионами, которые кормили Вену в течение многих столетий, затруднили поставки продовольствия в столицу. Квартиры были переполнены, и бушевали такие заболевания, как туберкулёз, испанка и сифилис. В новой Австрии Вена считалась слишком большой столицей для маленькой страны, и люди, живущие в других частях Австрии, часто называли её Wasserkopf (русс. Гидроцефалия).
С другой стороны, оптимисты увидели открывающиеся широкие поля для социальных и политических действий. Прагматичные интеллектуалы вроде Ганса Кельзена, который составил республиканскую конституцию, и Карла Бюлера нашли много общего. Для них это было временем «пробуждения, новых рубежей и оптимизма».
Интеллектуальные ресурсы Красной Вены были значительны: Илона Дучинская и Карл Поланьи, а также несколько других интеллигентов-социалистов с удовольствием переехали в Вену или направились туда в изгнание из других регионов, в дополнение к Зигмунду Фрейду, Альфреду Адлеру, Карлу Бюлеру, Артуру Шницлеру, Карлу Краусу, Людвигу Витгенштейну, Адольфу Лоосу, Арнольду Шенбергу и многим другим учёным, художникам, издателям и архитекторам, многие из которых не были ни социалистами, ни членами принципиальной оппозиции из клерикальных консерваторов, но рассматривали развитие и модернизацию Вены с симпатией.
Джон Гюнтер охарактеризовал общую ситуацию в Вене в период между войнами так: «Нарушение равновесия между марксистской Веной и клерикальной сельской местностью было доминирующим мотивом в австрийской политике до прихода к власти Гитлера. Вена была социалистической, антиклерикальной и, как муниципалитет, довольно богатой. Окрестности были бедными, находившимися в упадке, консервативными римско-католическими и ревновавшими к более высоким стандартам жизни в Вене».

## Общая политика
Инициативы коалиции социал-демократов и Христианско-социальной партии в первом правительстве новой федерации Германская Австрия привели к законодательному введению восьмичасового рабочего дня спустя только неделю после провозглашения республики в ноябре 1918 года. Кроме того, была реализована система пособий по безработице и законодательно основана Палата работников (Arbeiterkammer, официально Kammer für Arbeiter und Angestellte) в качестве официального лобби от рабочих. Энтузиазм по поводу таких реформ становился всё меньше и меньше по мере продолжения нахождения у власти представителей Христианско-социальной партии с момента окончания Первой мировой войны.
В 1920 году коалиция распалась, и с этого времени до 1945 года социал-демократы находились — на федеральном уровне — либо в оппозиции, либо в подполье. Но «красные» продолжали управлять Веной, получив абсолютное большинство в парламенте на выборах 1919 года. Их целью было сделать Вену ярким примером успешной социал- демократической политики. Их меры в то время считались выдающимся или даже захватывающими и отслеживались во всей Европе. Консерваторы в Австрии, как правило, относились с ненавистью к подобного рода политике, но на тот момент ничего не могли сделать против успеха социал-демократов на выборах в Вене.
Вена была центром земли Нижняя Австрия на протяжении семи веков. Имея значительное большинство в Вене и голоса рабочих из промышленного региона, где располагается Винер-Нойштадт, «красные» даже получили право выдвинуть первого демократического губернатора, ландсгауптмана, буквально «капитана земли» Нижней Австрии, в 1919 году: они выбрали Альберта Севера. Поскольку сельские районы в то время не хотели подчиняться «красным», а социал-демократической партии не нравилось вмешательство консерваторов в их модернизаторскую городскую политику, две больших партии вскоре согласились отделить «красную Вену» от «чёрной Нижней Австрии». Национальный парламент принял конституционный закон, обеспечивавший это, в 1921 году; с 1 января 1922 года в Вене была создана девятая австрийская федеральная земля.
После 1934 года Гюнтер отмечал: «В Вене социалисты подготовили замечательную администрацию, что делало её, вероятно, самым успешным муниципалитетом в мире […] Достижения социалистов Вены были наиболее волнующим общественным движением в послевоенный период в любой европейской стране».

## Государственное жильё
Императорское и королевское правительство приняло закон о защите съёмщиков жилья (Mieterschutzgesetz) в 1917 году, который был сразу объявлен действующим в Вене. Несмотря на высокую инфляцию, закон предписывал заморозить цены за съём квартиры на уровне 1914 года. Это сделало новые частные жилые проекты убыточными. После войны спрос на доступные квартиры вырос чрезвычайно высоко. Формирование общественного жилищного строительства стало главной заботой социал-демократов в Вене.
В 1919 году федеральный парламент принял Закон о требованиях к жилью (Wohnanforderungsgesetz) для повышения эффективности существующих жилищных структур. Низкий частный спрос на земли под застройку и низкие затраты на строительство оказалось благоприятными факторами для тщательного планирования строительства государственного жилья городской администрацией.
С 1925 года (время, когда сильная валюта шиллинг заменила девальвированную крону) по 1934 год, так называемым гемейндебау («сообществом строительства») были построены здания с более чем 60 000 новых квартир. Большие жилые массивы возводились вокруг зелёных насаждений — например, в Карл-Маркс-Хоф (одной из горячих точек в гражданской войне 1934 года). Съёмщики новых квартир выбирались на основе рейтинговой системы, в которой например, лица с инвалидностью получали дополнительные «очки», по причине которых их выбирали для получения жилья ранее. 40 % расходов на строительство были взяты из доходов от венского жилищного налога, остальное — от доходов от венского налог на роскошь и из федеральных средств. Использование государственных средств для покрытия затрат на строительство разрешало устанавливать очень низкие арендные ставки на такие квартиры: в доходных домах стоимость съёма жилья составляла 4 % дохода семьи; стоимость съёма частных домов составляла 30 %. Кроме того, если жильцы заболевали или становились безработными, арендные платежи могли быть отсрочены.

## Медицинское обслуживание
Родители получали «пакет одежды» для каждого ребёнка таким образом, чтобы «ни один ребёнок в Вене не был обёрнут в газету». Были открыты детские сады, «послеобеденные дома» и детские курорты, чтобы позволить матерям вернуться на свои рабочие места и «забрать» детей с улиц. Медицинские услуги предоставлялись бесплатно. Для повышения физической подготовки и отдыха были созданы спортплощадки, общественные бани и спортивные сооружения. Как выразился Юлиус Тандлер, член городского совета по социальным и медицинским услугам: «То, что мы тратим на дома для молодёжи, то будем экономить на тюрьмах. То, что мы тратим для ухода за беременными женщинами и младенцами, мы сэкономим на психиатрических больницах». Бюджетные расходы на социальные услуги были увеличены в три раза по сравнению с довоенным периодом. Младенческая смертность снизилась, став ниже средней по Австрии, а число случаев заболевания туберкулёзом снизилось на 50 %. Доступные тарифы на газ и электроэнергию и за уборку мусора, находившиеся в ведении муниципалитета, помогли улучшить санитарное состояние города.

## Финансовая политика
Социал-демократами были путём муниципального закона введены новые налоги, которые стали дополнением к федеральным налогам (критики называли их «брейтнеровскими налогами» по фамилии Хуго Брайтнера, члена городского совета по вопросам финансам). Эти налоги были введены на роскошь: на верховых лошадей, большие частные автомобили, прислугу в частных хозяйствах, а также гостиничные номера.
Ещё один новый налог, Wohnbausteuer (налог на строительство жилья), был введён как прогрессивный налог, то есть взимался в растущих процентах. Доходы от этого налога использовались для финансирования обширной муниципальной жилищной программы. Поэтому многие построенные гемейндебау здания сегодня по-прежнему имеют таблички с надписями: «Erbaut aus den Mitteln der Wohnbausteuer» (построено на поступления от налога на строительство жилья).
В результате инвестиционной деятельности муниципалитета уровень безработицы в Вене снизился по отношению к остальной части Австрии и к Германии. Все инвестиции финансировались непосредственно за счёт налогов, а не кредитов. Таким образом, городская администрация оставалась независимой от кредиторов и не должна была платить проценты по облигациям.
Хуго Брайтнер, в отличие от австрийских социал-демократов после 1945 года, последовательно отказывался брать кредиты для финансирования социальных услуг. Эти услуги, следовательно, пришлось сократить, когда в начале 1930-х годов федеральное правительство начало «душить» Вену в финансовом отношении.